# 34313 Lisahevner
34313 Lisahevner este o planetă minoră (asteroid), cu un diametru de 1,89 km, din centura de asteroizi. A fost descoperită pe 26 august 2000 la Experimental Test Site⁠(d) de Lincoln Near-Earth Asteroid Research. 
Obiectul prezintă o orbită caracterizată de o semiaxă mare de 2,3757423 UAi, o excentricitate de 0,09, o înclinație de 7,07029 ° în raport cu ecliptica.